# Ganzheitliches Produktionssystem
Der Begriff Ganzheitliches Produktionssystem bezeichnet die Strategie eines Unternehmens, alle Produktionsbereiche eines Unternehmens sowie möglichst auch die produktionsnahen Bereiche nach denselben Grundsätzen und Prinzipien zu organisieren und die Abläufe und Prozesse mit denselben Methoden und Systemen zu steuern. Es ist nicht mit einem Produktionssystem zu verwechseln, das technisch ausgerichtet ist und das vor allem das Zusammenwirken von verschiedenen Produktionsanlagen und Betriebsmitteln beschreibt. Das erste und wohl bekannteste 'Ganzheitliche Produktionssystem' stammt von dem Unternehmen Toyota (s. Toyota-Produktionssystem).
„Ganzheitliche Produktionssysteme (GPS) sind spätestens mit Erscheinen der VDI-Richtlinie 2870 zum Industriestandard geworden ... GPS geben den zahlreichen Gestaltungsprinzipien, Methoden und Werkzeugen, mit denen fortschrittliche Unternehmen ihre Prozesse gestalten und verbessern, einen konsistenten und nachhaltigen Rahmen. Auf diese Weise kann die Gestaltung und Verbesserung der Unternehmensprozesse einerseits dezentral durch die Mitarbeiter vor Ort und andererseits ausgerichtet auf die Unternehmensziele erfolgen. In dieser Durchgängigkeit von Zielen über Prozesse hin zu Gestaltungsprinzipien, Methoden und Werkzeugen liegt eine wichtige Voraussetzung für den anhaltenden Erfolg von GPS.“.

## Unternehmensspezifische Produktionssysteme
Vor allem internationale Unternehmen haben im Laufe ihrer Firmengeschichte eigene Produktionssysteme entwickelt, in denen sie für ihre Mitarbeiter die Prinzipien, Standards, Methoden und Werkzeuge beschreiben, die für die Organisation und die Arbeits- und Produktionsweise weltweit gelten. Durch den hier definierten Standard soll zum einen die Qualität der Produktions- und Arbeitsprozesse und zum anderen die Effizienz der Prozesse verbessert werden; zugleich ermöglicht ein einheitliches Produktionssystem eine bessere Kommunikation in einem internationalen Produktions- und Lieferverbund und eine bessere Anbindung von Lieferanten und Dienstleistern. Das erste und bekannteste unternehmensspezifische Produktionssysteme ist das Toyota-Produktionssystem (TPS). Mit dem Aufstieg von Toyota zum größten Automobilkonzern haben zunächst viele Unternehmen der Automobilindustrie eigene Produktionssysteme entwickelt, die überwiegend auf den Prinzipien des Toyota-Produktionssystems basieren.
Anfang der 90er Jahre hat in Deutschland die Firma Opel zuerst ihr eigenes Opel-Produktionssystem entwickelt, um die Jahrtausendwende folgte das Mercedes-Benz-Produktionssystem und kurz danach führten auch Audi, Volkswagen, Porsche und BMW eigene Produktionssysteme ein.
Inzwischen ist die Einführung eines unternehmensspezifischen Produktionssystems quasi zum Standard in der Industrie geworden.